# Майский, Павел Николаевич
Павел Николаевич Майский (род 9 мая 1937), настоящая фамилия Мертвецов — советский и российский поэт.

## Биография
Родился 9 мая 1937 года на руднике Центральном Тисульского района Запсибкрая. Детство и юность провёл в селе Сарбала недалеко от Новокузнецка. В 1955 году поступил, а в 1960 году окончил Сибирский металлургический институт. Во время учёбы в СМИ занимался спортом, музыкой, начал писать статьи в студенческую газету. С 1960 по 1964 года горновой печи Кузнецкого металлургического комбината В 1964 году стал работать в Сибгипромезе. В 1970-х годах был главным инженером проекта ЗСМК по авторскому надзору, контролю за ходом выполнения строительства и текущего проектирования. За проектирование Запсиба получил премию Совета министров СССР.
С юности начал писать стихи. В 1969 году был принят в Союз писателей СССР. В 1974 году закончил Литературный институт имени Горького.
После ухода из Сибгипромеза проживал в селе Сарбала, затем в Краснодарском крае.

## Сочинения
- Взмах крыла, 1967
- Сарбалинская рапсодия. 1972.
- Земля поэтов / Павел Майский ; — Москва : Российский писатель, 2009. — 175 с.
- Кузнецкая поэма, 2010.
- Годы и слово, 2016.